# Santíssima Portera
La Santíssima Portera (grec: Παναγία Πορταΐτισσα; georgià: ივერიის ღვთისმშობლის ხატი), Mare de Déu dels Ibers o Mare de Déu d'Ibèria és una icona cristiana ortodoxa oriental de María, la mare de Jesús, que es creu que fou pintada per en Lluc, l'evangelista, d'acord amb la sagrada tradició de l'Església ortodoxa. La icona és considerada taumatúrgica o miraculosa, i nombrosos miracles s'han atribut a aquesta Theotokos o Mare de Déu. L'original es troba al Monestir dels Ibers, al Mont Atos de Grècia, regit per una comunitat georgiana, i datat de finals del segle x. La 'synaxis' o día de la seva celebració és el 12 de febrer, així com el Dimarts lluminós del ritu bizantí, a més del 13 d'octubre, quan es commemora el trasllat a Moscou de la icona.
La icona pertany a una família d'imatges de la Theotokos coneguda com a Hodegetria (grec: Όδηγήτρια, 'la que mostra el camí'), segons el prototip de Constantinoble. En aquesta tipologia d'icones, el Nen Jesús reposa al braç esquerra de la seva mare i ella és representada apuntant a Crist amb la seva mà dreta. Una altra icona famosa basada en l'Hodegetria és Nostra Senyora de Częstochowa.
Una característica pròpia d'aquesta icona és una mena cicatriu a la galta dreta o a la barbeta de la Mare de Déu. Hi ha un gran nombre de llegendes que expliquen aquest tret singular, però la més popular entre els cristians ortodoxos assegura que la icona va ser apunyalada per un soldat a Nicea, durant el període de la iconoclàstia romana d'Orient, en temps de l'emperador Teòfil (829–842). D'acord amb la tradició, en ser apunyalada, la imatge va vessar, miraculosament, sang de la ferida.
L'original conservat al Monestir dels Ibers resta tancat en una 'arrissa' cisellada de plata i or que cobreix gairebé tota la imatge, excepte la cara, com és habitual amb les icones més venerades.

## Història
D'acord amb la sagrada tradició de l'Església cristiana ortodoxa, la icona va passar a mans, en una ocasió, d'una vídua de Nicea. No volent que la icona li fos arrabassada i destruïda pels iconoclastes, la dona, després de passar tota la nit en oració, va decidir llançar la icona al Mar Mediterrani. El seu fill, temps després, va ingressar com a monjo a la Muntanya d'Atos, on va explicar als seus companys el miracle de la ferida sagnant i com la icona havia estat llançada a la mar. Anys després (ca. 1004), la icona va ser descoberta al mar per un monjo georgià anomenat Gabriel, després canonitzat com a sant per l'Església ortodoxa, que treballava al Monestir dels Ibers. Això va ocórrer un Dimarts de la Setmana Lluminosa (Setmana de Pasqua) i és commemorat anualment, així com també cada 31 de març. La icona va ser portada al katholikon, o església ortodoxa principal, que es troba al mateix monestir i del qual ens diuen que la imatge pren el seu nom.
Segons la tradició, l'endemà, quan els monjos van entrar a l'església, no van poder trobar la icona. Després de cercar-la van descobrir la imatge penjant de les portes del monestir. Aquest fet es va repetir diverses vegades, fins que Sant Gabriel va anunciar que havia tingut una visió de Nostra Senyora, on la mare divinal li va revelar que no volia que la seva imatge fos desada pels monjos, sinó que tenia la intenció de ser-ne la seva guardiana protectora. Arran d'això, la imatge ja va restar, de manera permanent, instal·lada damunt les portes del monestir, on roman fins al dia d'avui. Per això, aquesta mena d'imatges de Nostra Senyora van prendre el nom de Portaitissa or "Portera". Aquest títol no era nou per a la Mare de Déu, sinó que prové d'un vers dels cants rituals grecs o Acatisto dedicat a la Mare de Déu: "Alegra't, oh beneïda portera que obres les portes del paradís als justos". Els monjos i monges ortodoxos, arreu del món, solen col·locar una icona de la Theotokos Ivérskaia (Mare de Déu d'Ibèria) damunt les portes dels monestirs. També és habitual, als temples cristians ortodoxos, posar una icona de la Theotokos Portaitissa a l'interior de la iconòstasi, damunt les Portes Sagrades, mirant cap a la Taula Santa o altar.

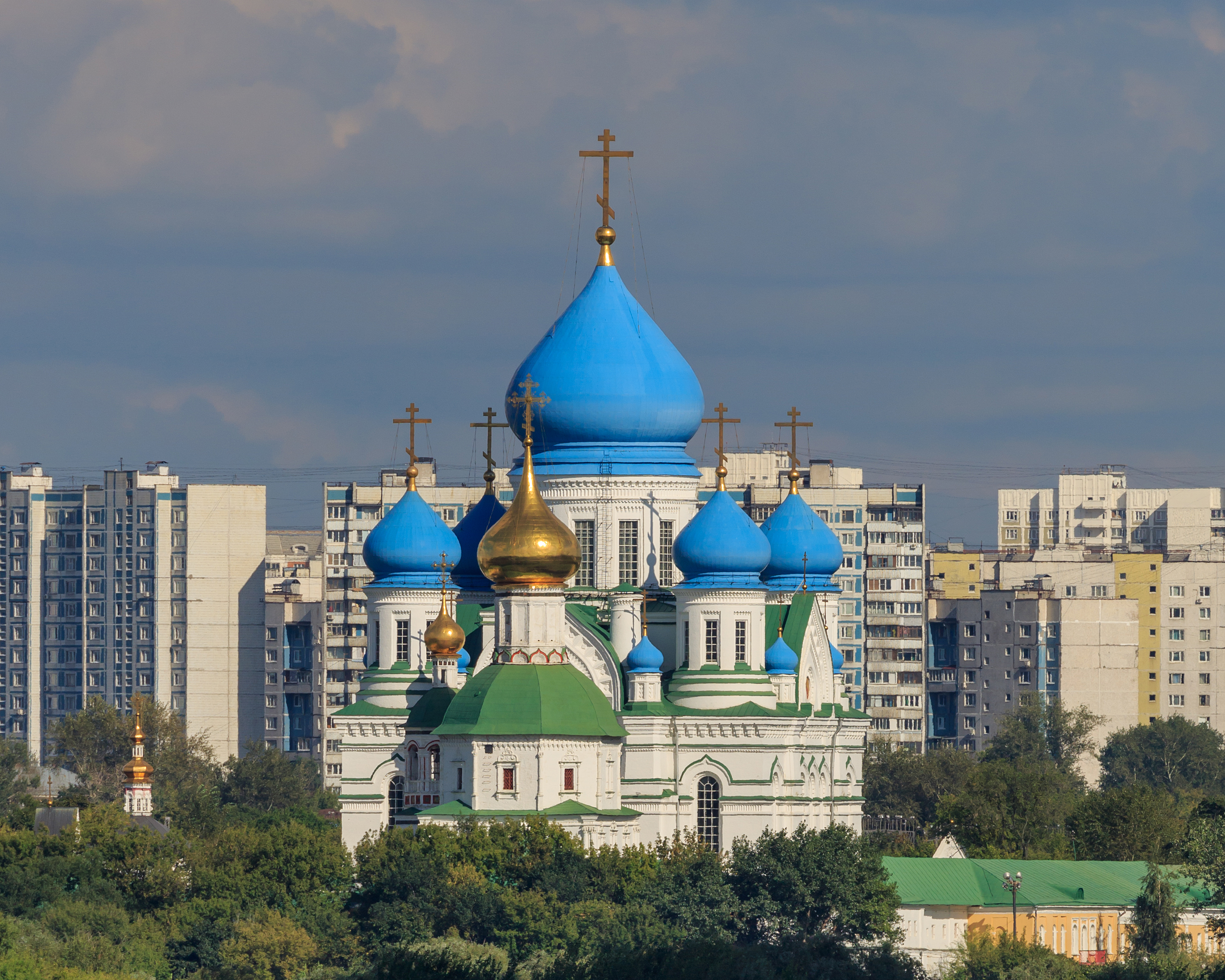
La catedral dedicada a Nostra Senyora d'Ibèria o d'Ivíro, al Monestir Nikolo-Perervinsky de Moscou, Rússia.

## Versió de Moscou
L'any 1648, el Patriarca Nikon de Moscou, mentre encara era l'Arximandrita del Monestir de Novospasski, va encarregar una còpia exacta de la icona de Nostra Senyora d'Ibèria o dels Ibers, amb la idea d'enviar-la a Rússia. Gairebé immediatament després de la seva arribada, un 13 d'octubre, la icona va ser «glorificada» amb nombrosos miracles atribuïts a ella pels fidels. Així, la Porta i Capella Ibèrica van ser construïdes l'any 1669 per entronitzar la imatge de la Mare de Déu, situada a la capella al costat dels murs del Kremlin de Moscou. La capella guarda l'entrada principal a la Plaça Roja i tradicionalment tothom, des del tsar fins al més humil camperol, es detenen allí per venerar a Nostra Senyora d'Ibèria abans d'entrar a la plaça. Després de la Revolució bolxevic de 1917, la capella va ser destruïda pels comunistes i la destinació de la icona original de Moscou es desconeix fins al dia d'avui.

## Versió de Mont-real
Com és habitual en l'Església ortodoxa, la icona ha esdevingut un model venerat que ha estat copiat nombroses vegades. Algunes de les còpies han resultat també prou cèlebres pels seus dots miraculosos, i una de les més famoses és la Imatge de la Mirra, de Mont-real, al Quebec. Durant quinze anys, entre el 1982 i el 1997, aquesta imatge de la Mare de Déu va estar vessant mirra. El germà Jose Muñoz-Cortes es va dedicar a protegir la imatge i acompanyar-la en els seus nombrosos viatges per parròquies al llarg dels Estats Units i del Canadà, per Sud-amèrica, per Austràlia i per Europa. Una altra còpia de la mateixa imatge de Nostra Senyora d'Ibèria també va començar a vessar mirra a l'església ortodoxa russa d'Hawaii, l'any 2007. En diversos jorns festius, durant l'any litúrgic, se celebren alguns d'aquests miracles (vegeu els enllaços externs, al final de l'article).